# Milica Rakić
Milica Rakić (cyr. Милица Ракић, ur. 9 stycznia 1996 w Belgradzie, zm. 17 kwietnia 1999 w Batajnicy) – trzyletnia dziewczynka, zabita podczas bombardowania Federalnej Republiki Jugosławii przez siły NATO w ramach Operacji Allied Force.

## Życiorys
Milica Rakić urodziła się 9 stycznia 1996 roku w Belgradzie. Jej rodzicami byli Žarko (Жарко) i Dušica (Душица) Rakić. Miała starszego brata imieniem Aleks (Алекс).
Gdy 17 kwietnia 1999 r., między 21:30 a 22:00 trzyletnia Milica była w łazience na drugim piętrze jej domu na przedmieściach Belgradu przy ul. Dimitrija Lazarievicia Raše nr 8, została trafiona fragmentem natowskiej bomby kasetowej. Dom znajdował się w odległości jednego kilometra od dawnego lotniska w Batajnicy. Podczas nalotów humanitarnych NATO na Jugosławię Batajnica była wielokrotnie celem ataków paktu północnoatlantyckiego w czasie jego agresji na Jugosławię, trwającej od marca do czerwca 1999 roku. Śmierć Milicy była natychmiastowa. W chwili śmierci dziewczynka siedziała na nocniku. Podczas ataku rannych zostało pięciu cywili.
Zmarłą Milicę pochowano na cmentarzu w Batajnicy. W tym dniu Ministerstwo Informacji Jugosławii wydało oświadczenie, przypisujące odpowiedzialność za jej śmierć „natowskim tchórzom”.

## Następstwa
Trzyletnia dziewczynka była jednym spośród 89 dzieci, które zginęły podczas agresji NATO. Aczkolwiek serbskie media poświęciły dużo uwagi jej śmierci, Zachodnie w ogóle zignorowały to wydarzenie. Ostatni raport NATO na temat bombardowania Jugosławii nie wspomina o Milicy Rakić nawet w kategorii „szczególne incydenty”. Śledczy z Human Rights Watch odwiedzili miejsce zbrodni 7 sierpnia 1999 roku, oszacowali straty i przesłuchali świadków. Według Human Rights Watch bomba kasetowa wybuchła przed domem, w którym mieszkała Milica. To było pierwsze użycie bomby kasetowej przez NATO na terytorium Serbii; wszystkie wcześniejsze przypadki odnotowano w Autonomicznej Republice Kosowa oraz w Metohiji. Jugosłowiański minister zdrowia dostarczył organizacji Human Rights Watch fotografie z incydentu, które zamieszczono także w książce „Biała księga zbrodni NATO w Jugosławii” („Бела књига НАТО злочина у Југославији”), opublikowanej przez prezydenta Jugosławii.

### Kanonizacja Milicy Rakić i poświęcony jej fresk

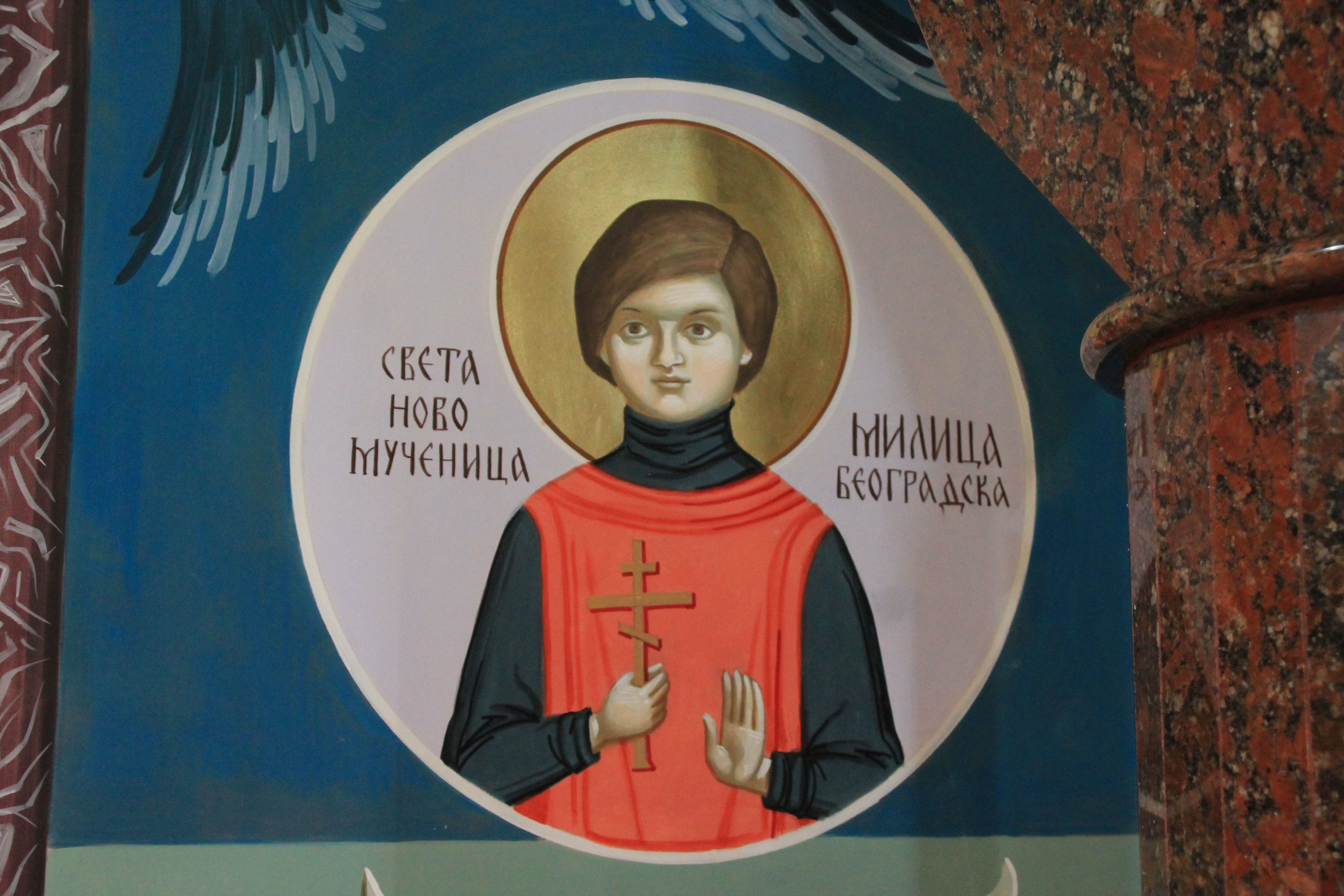
Fresk w monasterze Tresije.

Tragiczna śmierć dziewczynki skłoniła pewną część serbskiego społeczeństwa, aby zwróciło się do Serbskiego Kościoła Prawosławnego o przeprowadzenie kanonizacji Milicy Rakić. W 2004 roku w monasterze Tvrdoš, znajdującym się w pobliżu miejscowości Trebinje w Bośni i Hercegowinie wykonano fresk Milicy Rakić, na którym opisano ją jako nowomęczennicę. Tymczasem Serbski Kościół Prawosławny oświadczył, że mógłby rozważyć kanonizację dziewczynki tylko wtedy, gdyby jej kult był szeroko rozpowszechniony.

### Pomniki i upamiętnienia

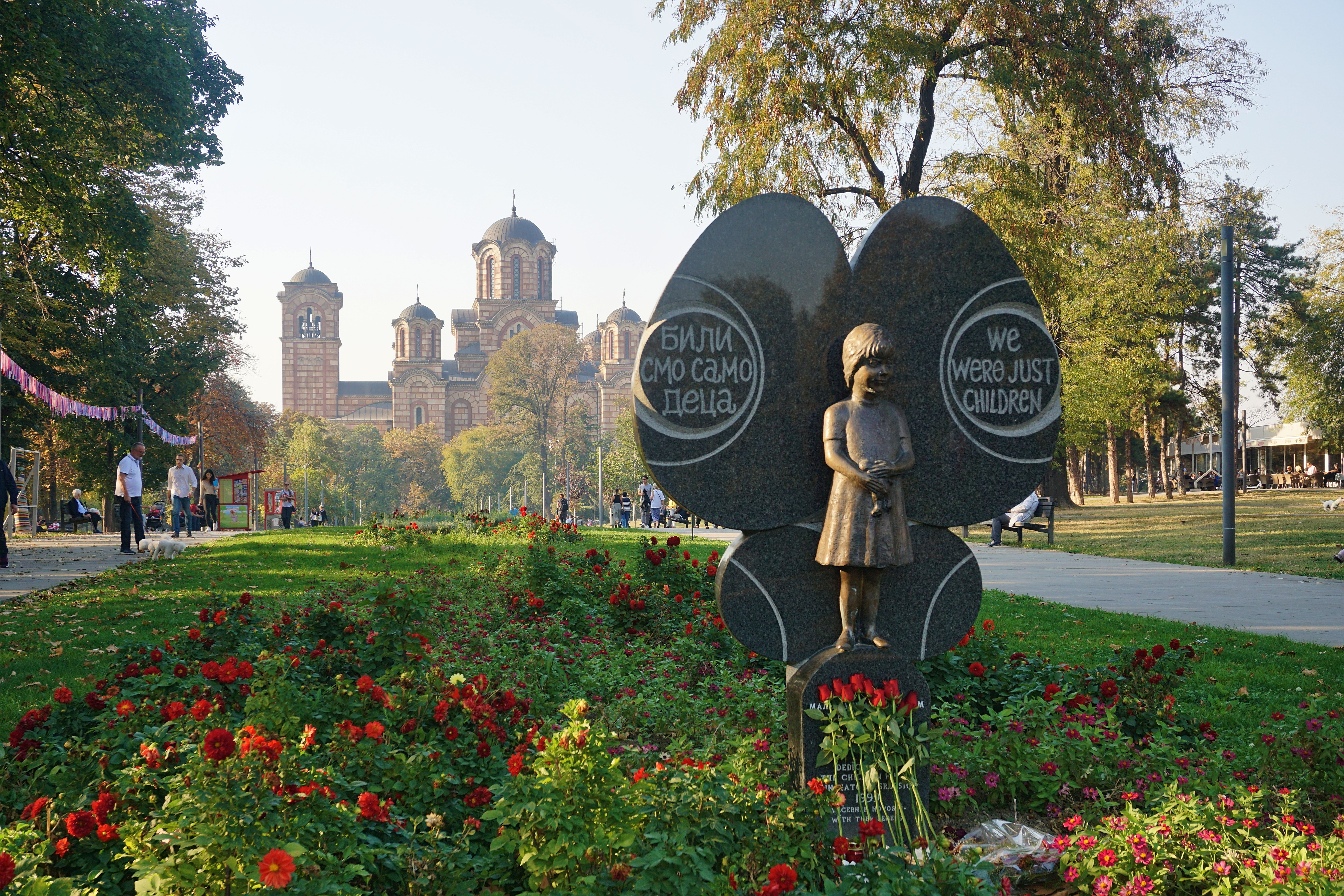
Pomnik Ofiar Agresji NATO w Belgradzie. Figura z brązu przedstawia Milicę Rakić.

W 2000 roku w parku Taszmajdańskim w Belgradzie wzniesiono pomnik poświęcony dzieciom zamordowanym w przeprowadzonych przez NATO bombardowaniach Jugosławii. Na marmurowym bloku, na którego cokole znajduje się brązowa figura małej Milicy Rakić, wyryto napis w języku serbskim i angielskim: „Byliśmy tylko dziećmi”. Pomnik powstał z inicjatywy gazety Večernje novosti, a fundusze na ten cel pochodziły z dotacji jej czytelników. Rzeźbę dwukrotnie ukradziono, w 2000, a potem w 2001 roku, kiedy już jej nigdy nie odzyskano. W 2014 roku w Batajnicy wybudowano fontannę upamiętniającą zmarłą Milicę. Rok później w parku Taszmajdańskim umieszczono nową figurę Milicy Rakić, zastępując nią tą poprzednią, ukradzioną. W Batajnicy otworzono też upamiętniający ją park, noszący nazwę „Мала Милица Ракић” („Mała Milica Rakić”). W 2017 roku Ministerstwo Obrony Serbii sfinansowało jego poważną renowację.
W 2019 roku, w 20. rocznicę bombardowań Federalnej Republiki Jugosławii przez NATO, grupa artystów: Komnen Vuković (Комнен Вуковић), Jelena Tomašević (Јелена Томашевић), Svetlana Seka Aleksić (Светлана Сека Алексић), Mari Mari – Marija Marić Markowić (Мари Мари – Марија Марић Марковић), Vojan Marović (Бојан Маровић), Saša Kovačević (Саша Ковачевић) i Milivoj Lemi Mrdaković (Миливој Леми Мрдаковић) stworzyła utwór „Песма малом анђелу” („Pieśń dla małego anioła”) poświęcony Milicy Rakić i upamiętniajcy wraz z nią pozostałe dziecięce ofiary agresji NATO z 1999 roku.

## Galeria

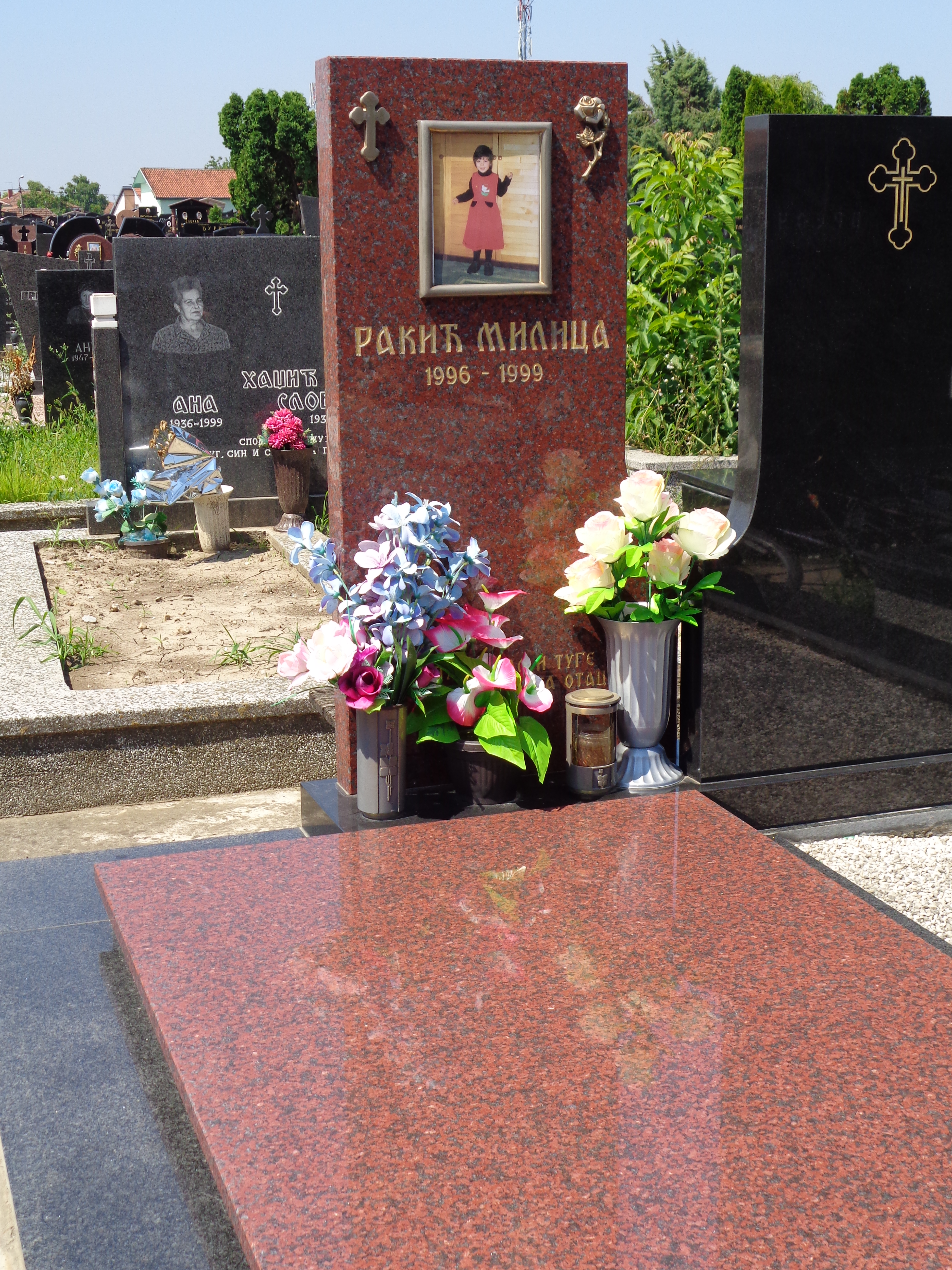
Grób Milicy Rakić w Batajnicy.
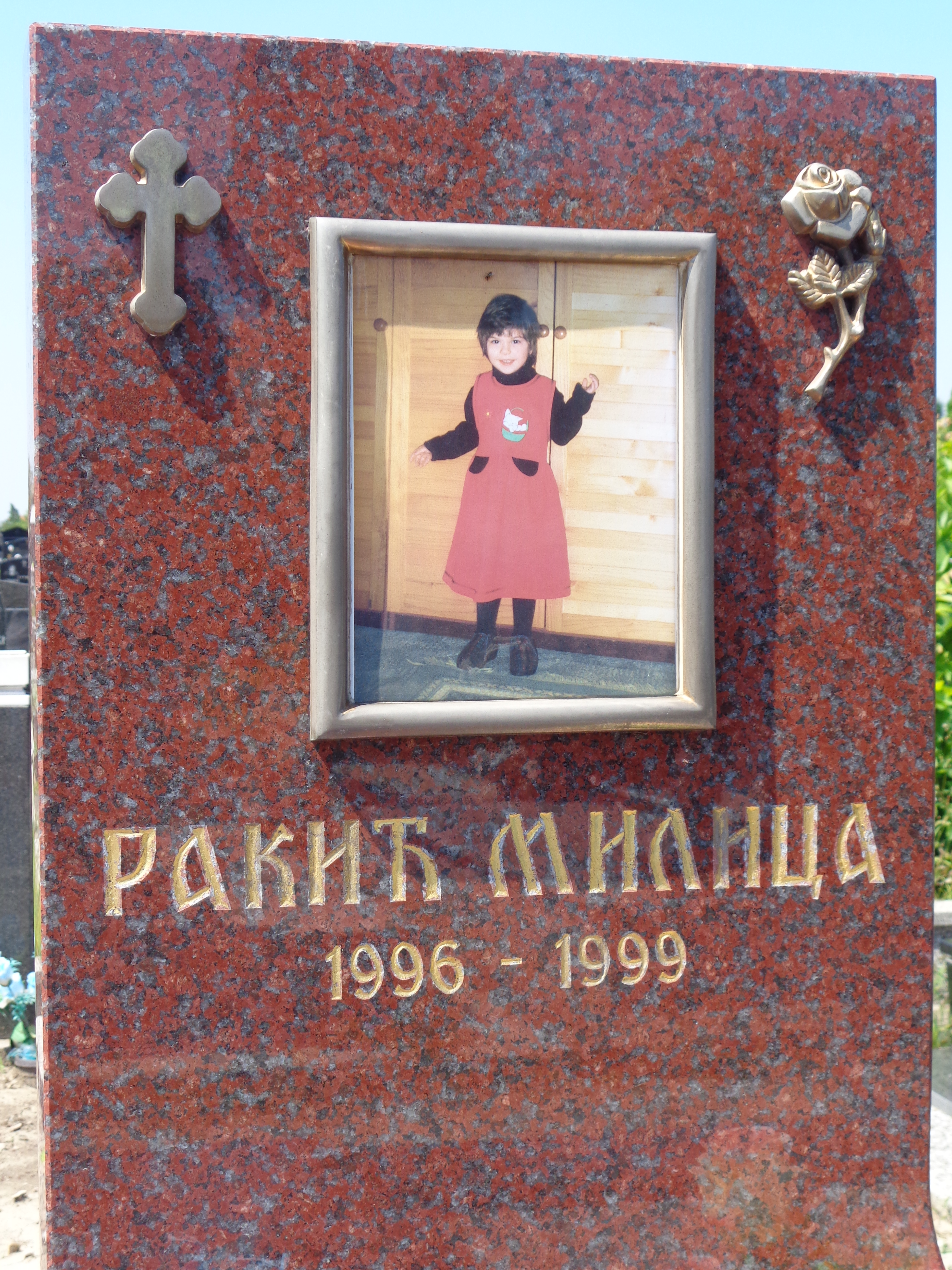
Grób Milicy Rakić w Batajnicy.
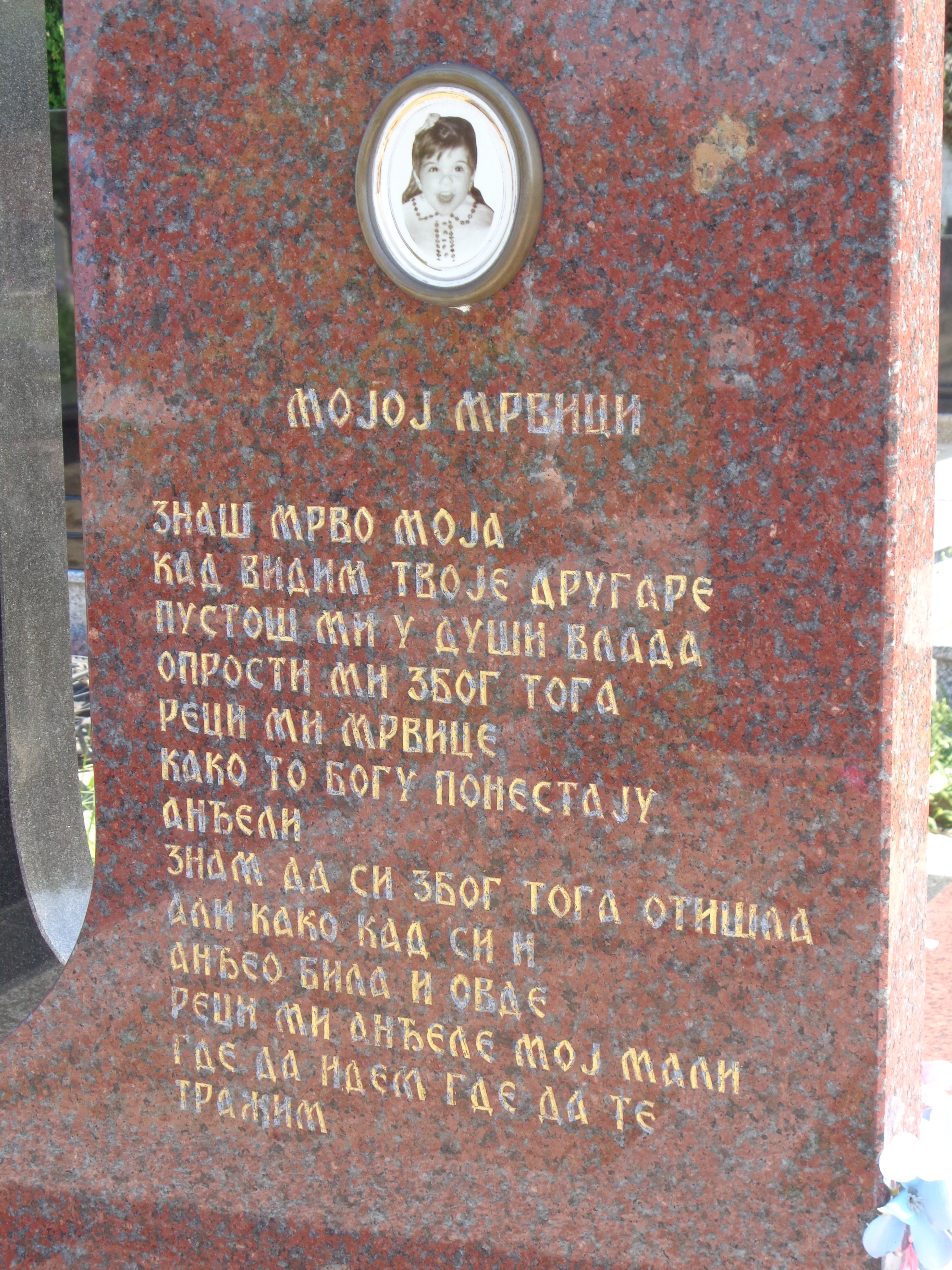
Epitafium na grobie Milicy Rakić w Batajnicy. Napis głosi: Mojej kruszynce Wiesz, moja kruszynko, gdy widzę Twoich przyjaciół w mojej duszy panuje pustka! Dlatego wybacz mi za to. Powiedz mi, moja kruszynko, jakże to Bogu zabrakło aniołów? Wiem, że dlatego stąd odeszłaś, ale jak, kiedy i tutaj byłaś aniołem! Powiedz mi, mój mały aniele, gdzież iść, gdzież Cię szukać…
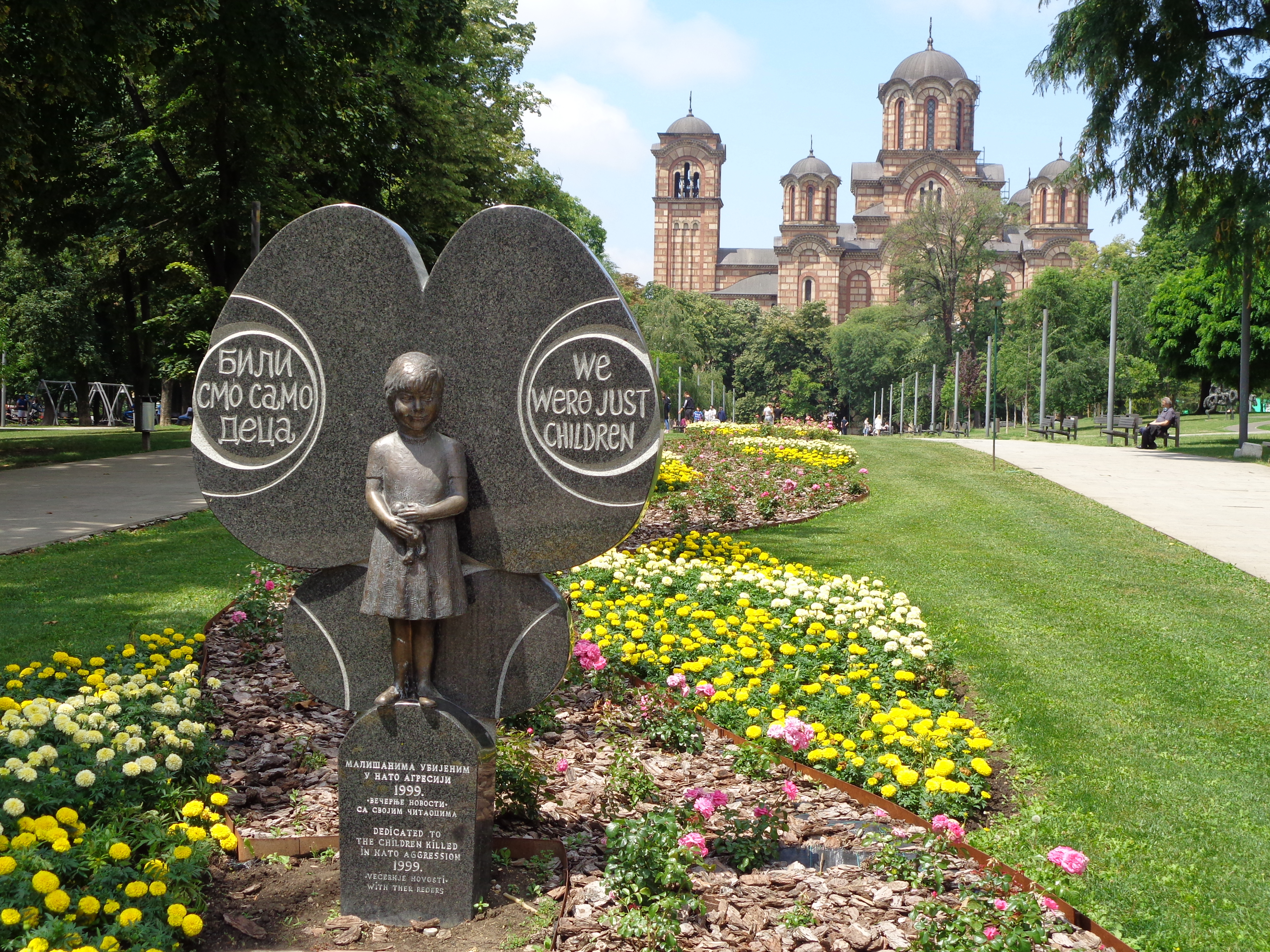
Pomnik dzieci, ofiar bombardowań Federalnej Republiki Jugosławii przez NATO, w parku Taszmajdańskim w Belgradzie. Składa się z figury małej Milicy Rakić z zabawką (misiem) w rękach.
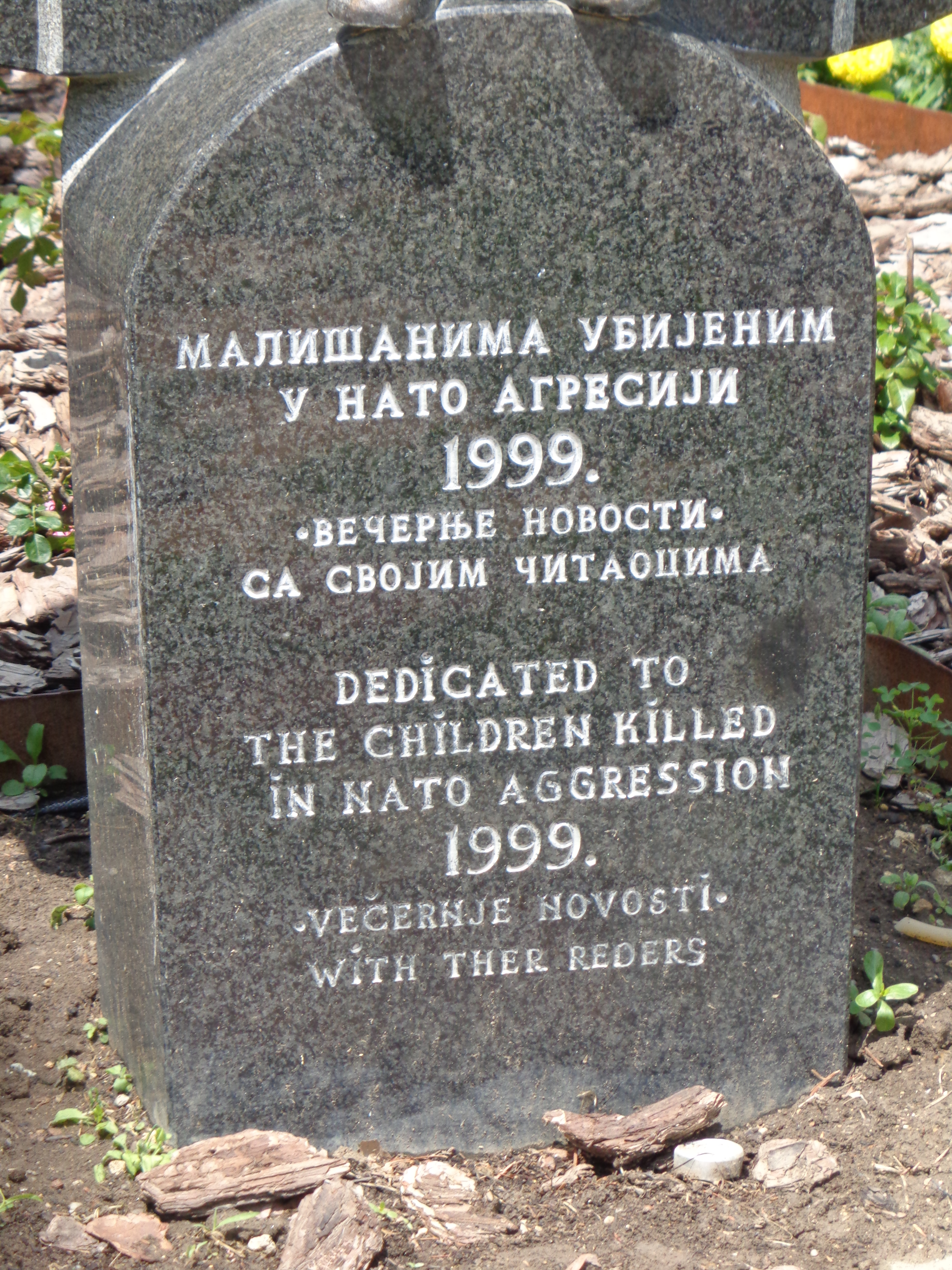
Na pomniku wygrawerowano napis w językach serbskim i angielskim: Dzieciom zabitym podczas agresji NATO w 1999 roku. Večernje novosti z czytelnikami.

- Epitafium na grobie Milicy Rakić w Batajnicy.
Napis głosi:

Mojej kruszynce
Wiesz, moja kruszynko,
gdy widzę Twoich przyjaciół
w mojej duszy panuje pustka!
Dlatego wybacz mi za to.
Powiedz mi, moja kruszynko,
jakże to Bogu zabrakło aniołów?
Wiem, że dlatego stąd odeszłaś,
ale jak, kiedy i tutaj byłaś aniołem!
Powiedz mi, mój mały aniele,
gdzież iść, gdzież Cię szukać…
- Pomnik dzieci, ofiar bombardowań Federalnej Republiki Jugosławii przez NATO, w parku Taszmajdańskim w Belgradzie. Składa się z figury małej Milicy Rakić z zabawką (misiem) w rękach.
- Na pomniku wygrawerowano napis w językach serbskim i angielskim: Dzieciom zabitym podczas agresji NATO w 1999 roku. Večernje novosti z czytelnikami.